# Elbingeröder Komplex

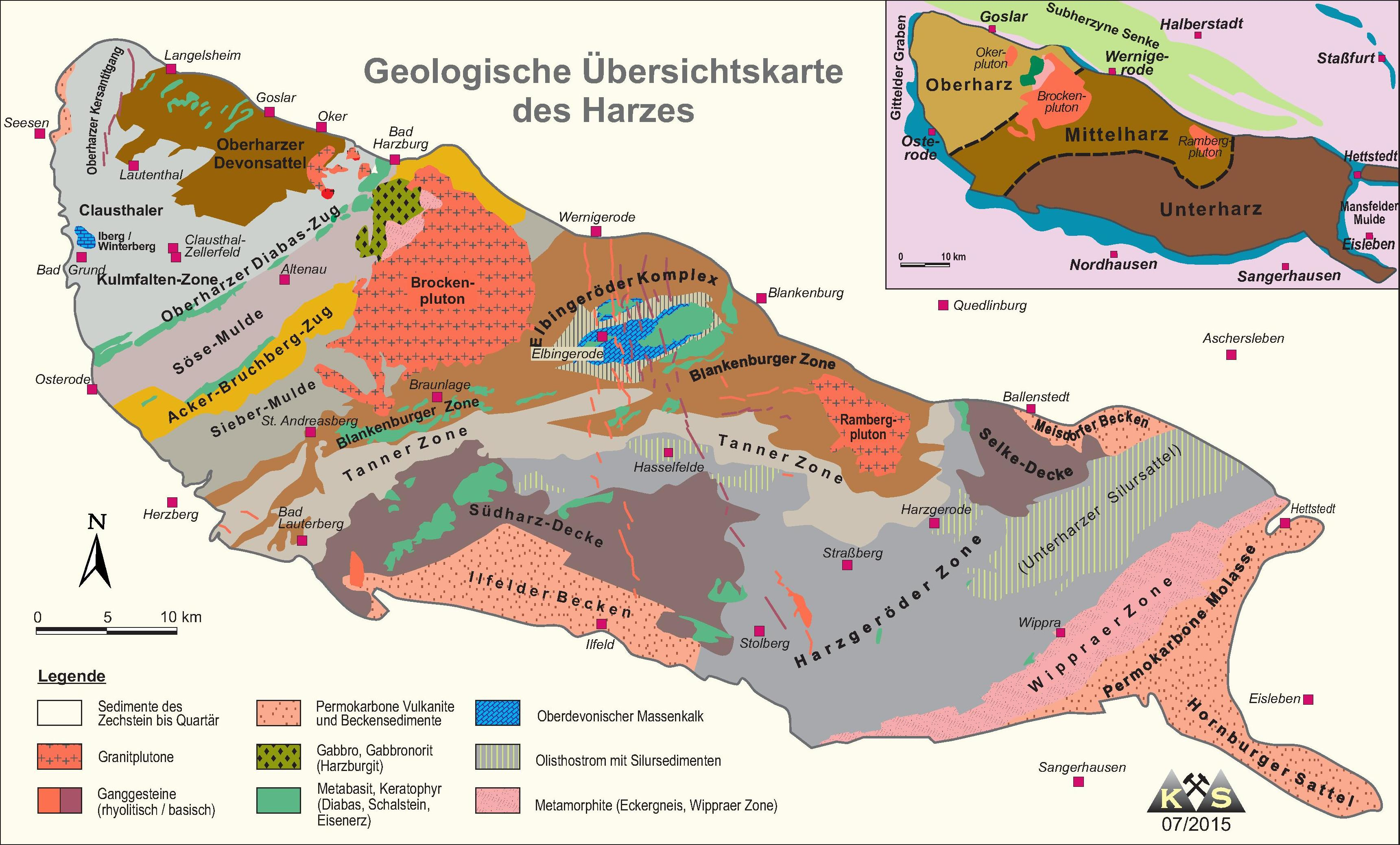
Geologische Karte des Harzes

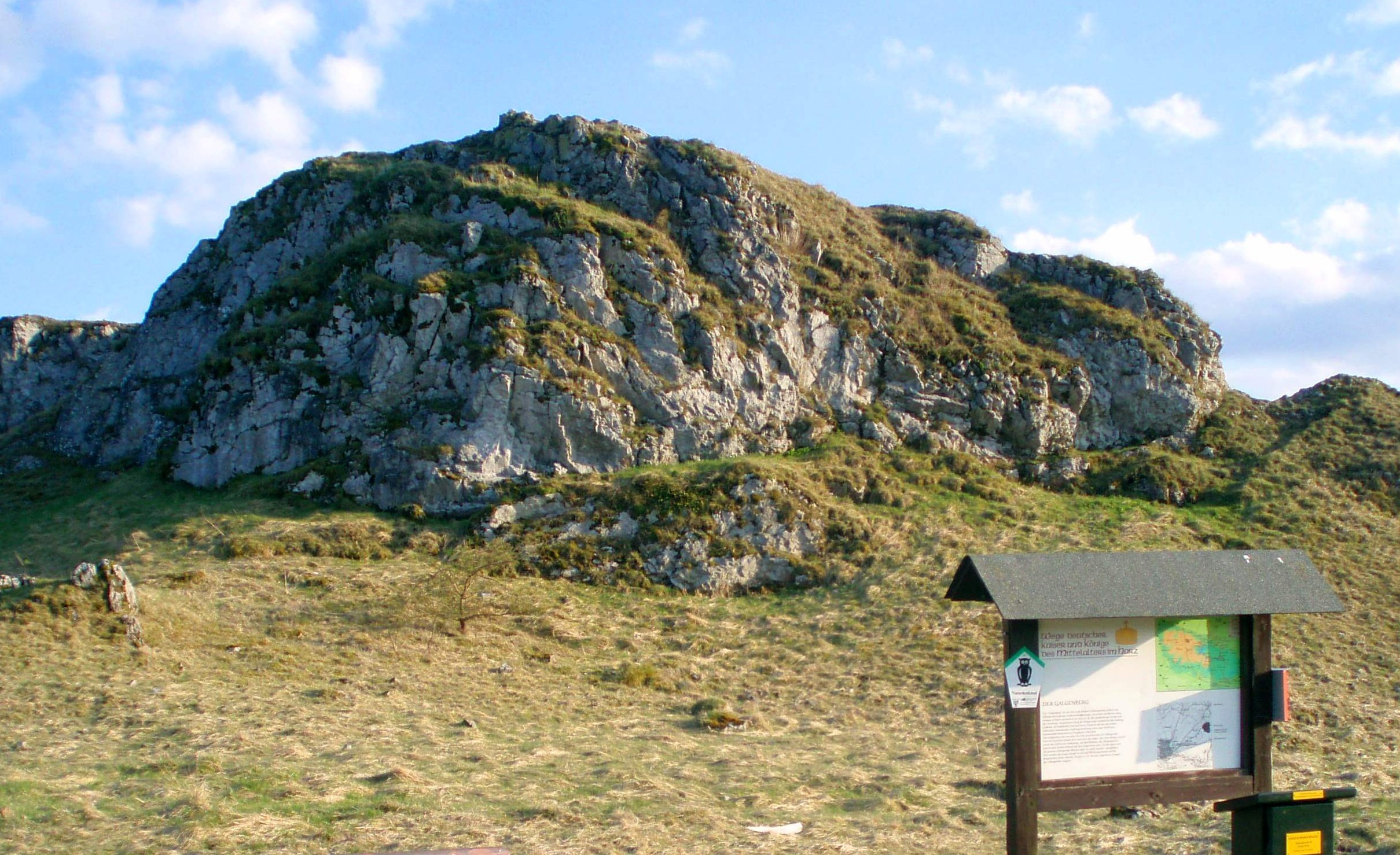
Devonische Riffkalke am Galgenberg

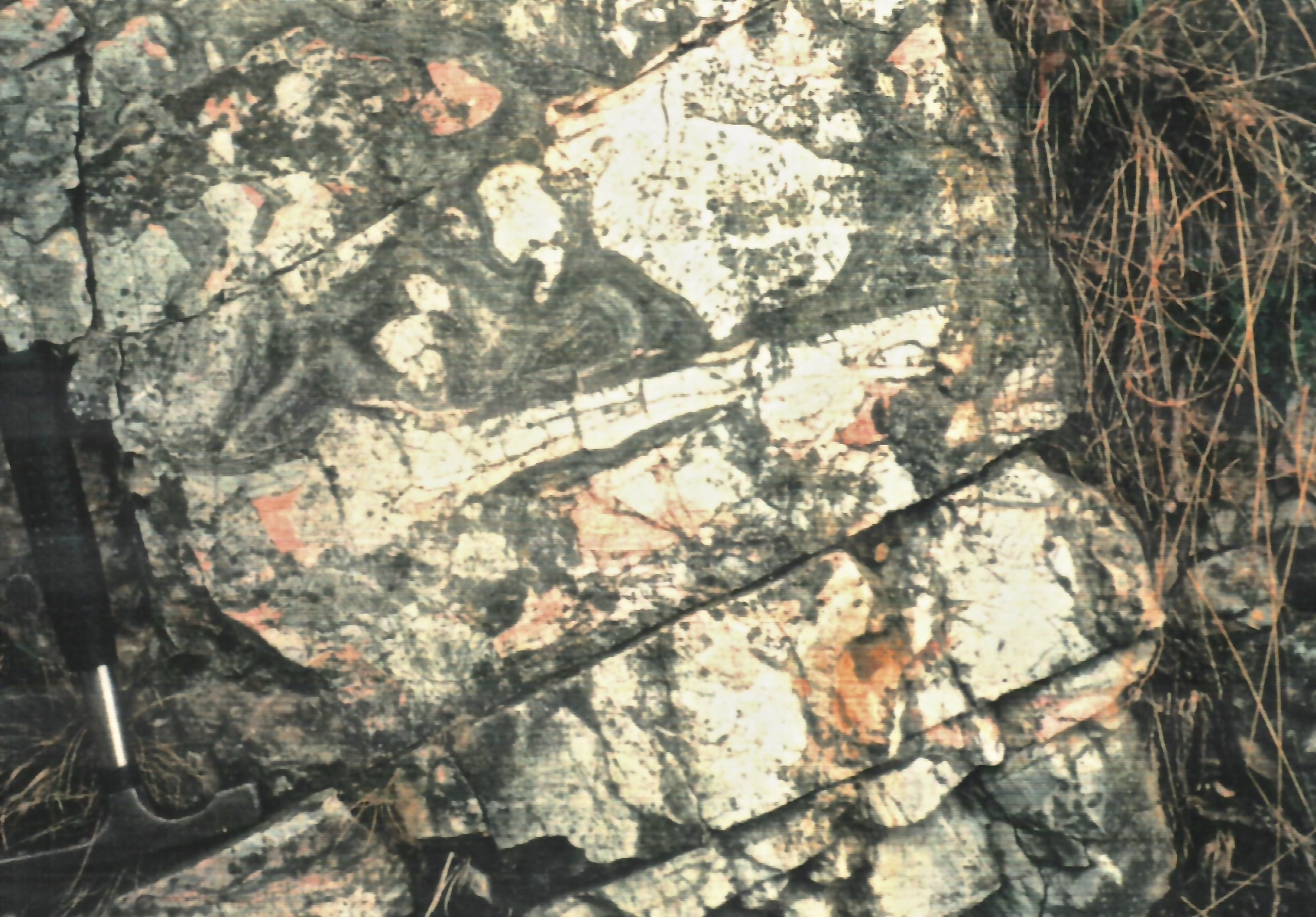
Riffschuttkalk (Schwefeltal)

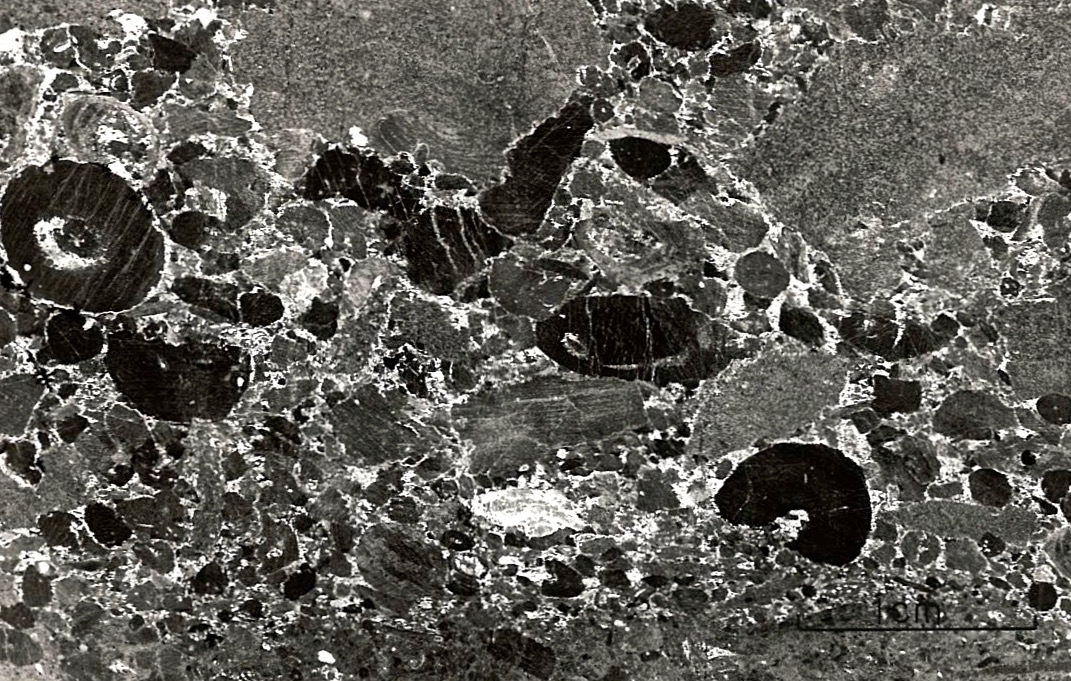
Hämatitschüssiger Riffschutt vom Krockstein (Folienabzug)

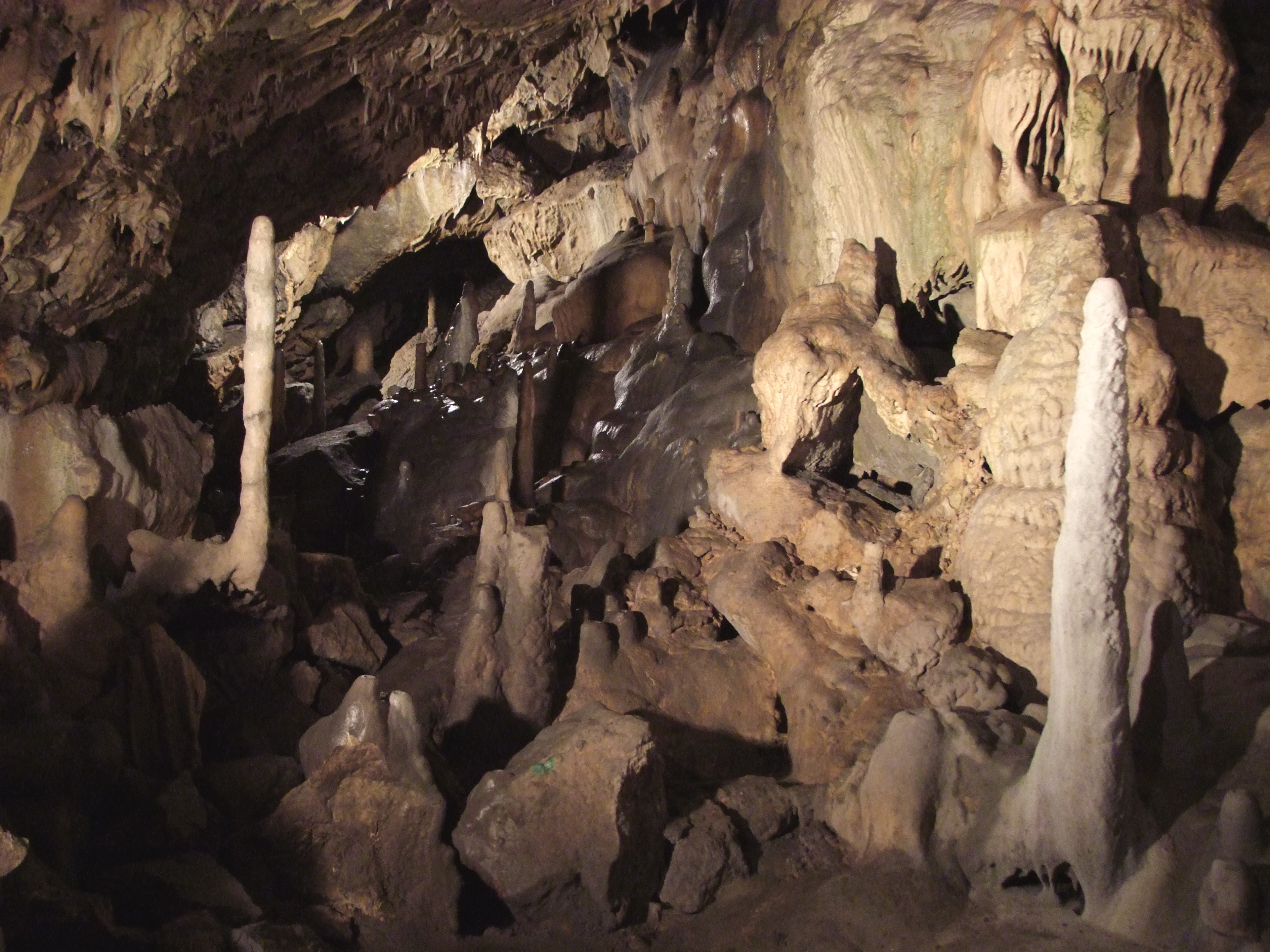
Tropfsteine in der Baumannshöhle

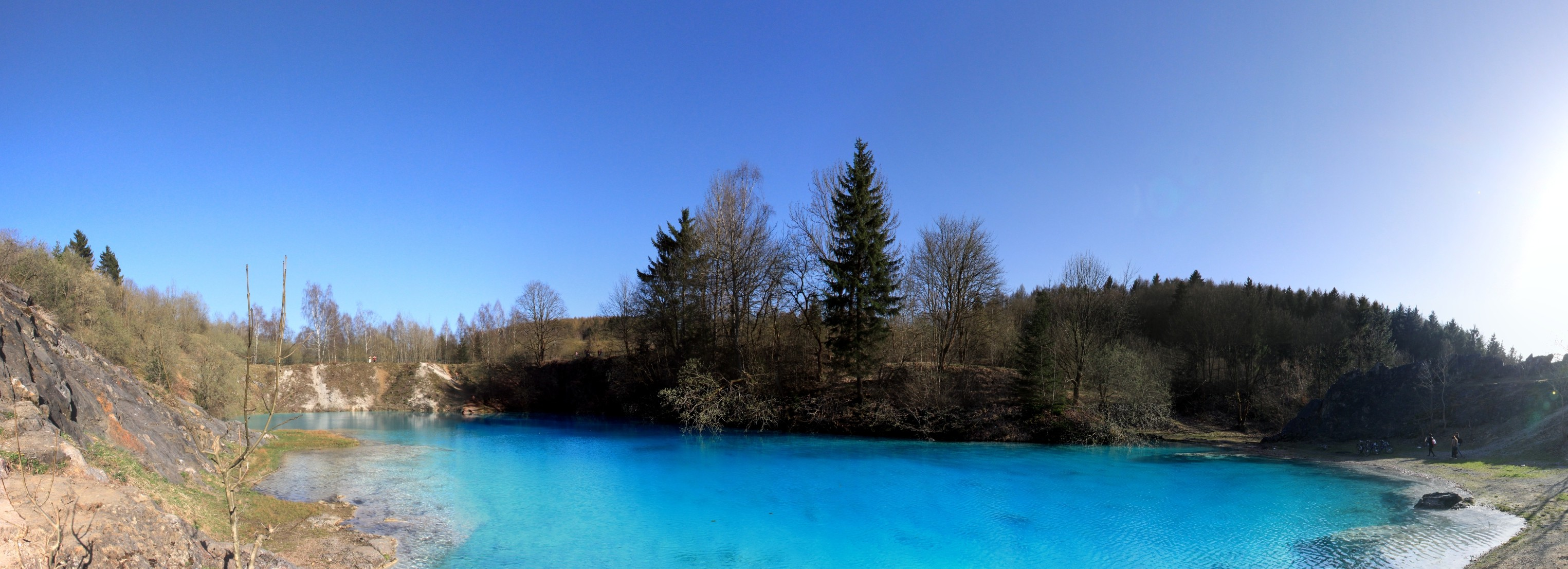
Blauer See im Steinbruch Garkenholz bei Hüttenrode

Der Elbingeröder Komplex ist eine geologische Baueinheit im Harz. Als Elbingeröder Komplex wird ein isoliertes Stromatoporen-Korallen-Kalkalgen-Riff innerhalb der Blankenburger Zone bezeichnet. Das Riff wird aus devonischen bis unterkarbonischen Gesteinen gebildet und stellt aufgrund seiner Entwicklungsgeschichte eine fazielle Sonderentwicklung innerhalb der Harzgeologie dar.

## Geographische Ausdehnung
Der Elbingeröder Komplex liegt im Mittelharz und erstreckt sich 18 km in Ost-West-Richtung – von Königshütte-Mandelholz bis Hüttenrode und maximal 4,5 km in Nord-Süd-Richtung – vom Büchenberg bis zur Bode. Die Kalkverbreitungsgebiete sind größtenteils unbewaldet und besitzen eine charakteristische Kalkflora und Fauna. Ein 420 ha großes Gebiet zwischen Elbingerode und Hüttenrode ist als Gebiet mit artenreichen Halbtrockenrasen, Felsfluren, Bergwiesen, Borstgrasrasen und naturnahen Wäldern z. T. als prioritärer Lebensraum als Natura2000-Fläche geschützt.

## Geologische Entwicklung
Die fazielle Sonderentwicklung innerhalb der Blankenburger Zone beginnt im Eifelium mit der submarinen Ablagerung erster vulkanischer Gesteine. Diese Vulkanite, gebildet aus Schalsteinen, Spiliten, Keratophyren und Diabasen, erreichen eine Mächtigkeit von 500 bis 1000 m und werden drei verschiedenen Förderphasen zugerechnet: einer Früh- und Hauptphase im Devon sowie dem Deckdiabas im Unterkarbon. Die submarine Eruption erfolgte aus Spalten an Kreuzungspunkten von erzgebirgisch und flach herzyn streichende Störungen im Untergrund. Die Vulkanbauten erreichten in Form von Spaltenvulkanen bereichsweise, obere, lichtdurchflutete und gut durchlüftete Meeresbereiche und schufen damit ein initiales Riffwachstum.
Während der Pausen der vulkanischen Aktivität bildeten sich erste Riffkalke an der Grenze Eifelium / Givetium. Das eigentliche Riffwachstum begann nach dem Erlöschen des Vulkanismus im mittleren Givetium und hielt bis zur Grenze Frasnium / Famennium an. Zeitgleich sterben weltweit in dieser Zeit die Riffe ab. Im Elbingeröder Komplex vollzog sich das Absterben des Riffes zeitlich und räumlich differenziert über einen längeren Zeitraum.
Auch nach der eigentlichen Riffentwicklung sind in sogenannten Neptunischen Gängen Kalke zu finden, die sich jedoch grundlegend von den Riffkalken unterscheiden. Diese Neptunischen Gänge sind im Elbingeröder Komplex mehrphasig gefüllt und als karbonatische Bildungen submariner Tiefschwellen anzusehen. Die jüngsten karbonatischen Bildungen sind aus dem Unterkarbon (Dinantium) bekannt.
Im Famennium kam es in den Randbereichen zur Ablagerung von Cephalopodenkalken und vorwiegend roten Tonsteinen. Mit der Transgression der Gesteine in Kulm-Fazies (Kulm-Kieselschiefer, Kulm-Tonschiefer, Kulm-Grauwacke) sowie der Überlagerung des Kalkriffes durch das Hüttenröder Olisthostrom endet die fazielle Sonderentwicklung im Bereich des Elbingeröder Komplexes.
Während der kreide- / tertiärzeitlichen Verwitterung wurden die Kalksteine tiefgründig verkarstet und es kam zur Bildung typischer Karstformen, wie Dolinen, Ponore und Tropfsteinhöhlen. Die bekanntesten Tropfsteinhöhlen, die Hermanns- und die Baumannshöhle sind in Rübeland als Schauhöhlen für den Besucherverkehr geöffnet. In den Kalksteinbrüchen sind an der Steinbruchkante häufig mit Lösslehm verfüllten Dolinen zu beobachten.

## Strukturelle Gliederung
Der Elbingeröder Komplex wird intern durch vier breite Schalstein-Sättel und drei schmale Kulm-Mulden gegliedert. Von Norden nach Süden sind das
- der Büchenberg-Sattel,
- die Ahrenfeld-Mulde,
- der Elbingeröder Sattel mit den Königshütter Sattel und Hornberg-Horst,
- die Elbingeröder Mulde,
- der Braunesumpf-Sattel mit dem Großer Graben-Horst,
- die Rübeland-Hüttenröder Mulde und
- der Neuwerk-Sattel mit dem Stahlberg-Horst.

Innerhalb der tektonischen Baueinheiten sind laterale Baustiländerungen zu beobachten, Sättel gehen z. T. im Streichen in Horst-Strukturen über. Der Zentralteil des Elbingeröder Komplexes ist grabenartig an flachherzyn streichenden Tiefenstörungen abgesunken, die mit dem Bode-Lineament in Verbindung stehen. Diese überregional zu verfolgende Störungszone zeigt sich auch in faziellen Unterschieden hinsichtlich der Vererzung, Verkieselung und der Verteilung der Neptunischen Gänge sowie der tertiären Sedimentbildungen.

## Wirtschaftliche Bedeutung

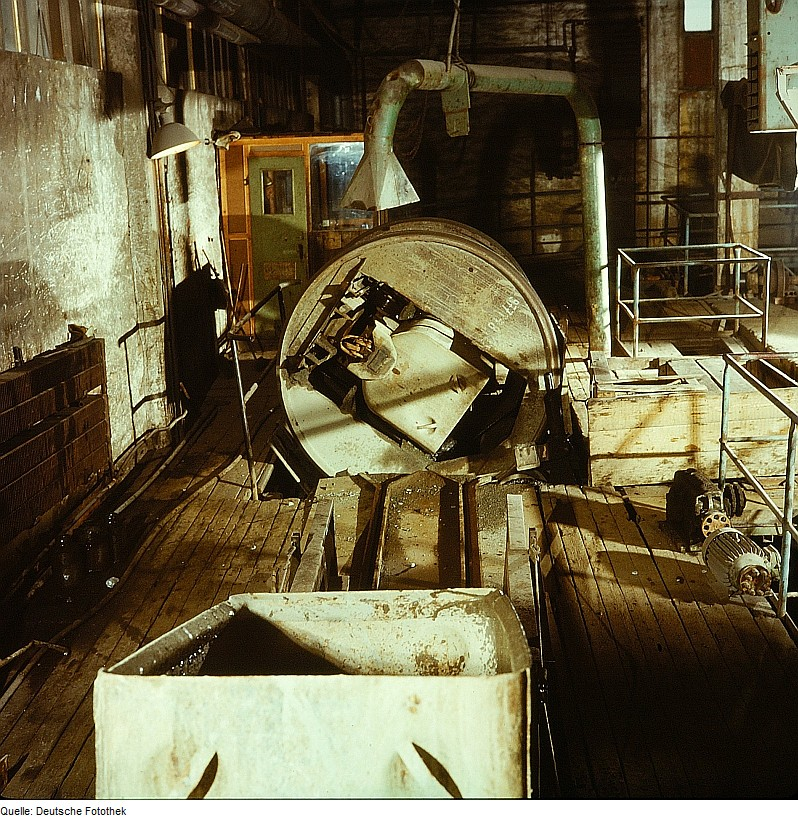
Schwefelkiesgrube Einheit: Entladestation für Erzhunte (1980)

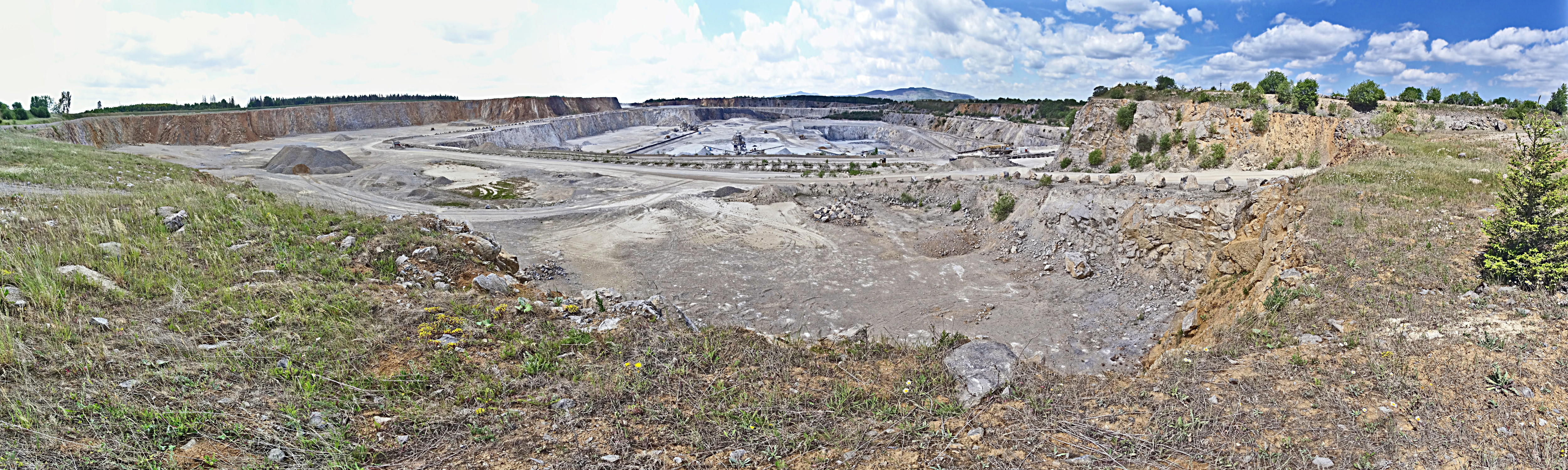
Kalksteinbruch Hornberg südwestlich von Elbingerode

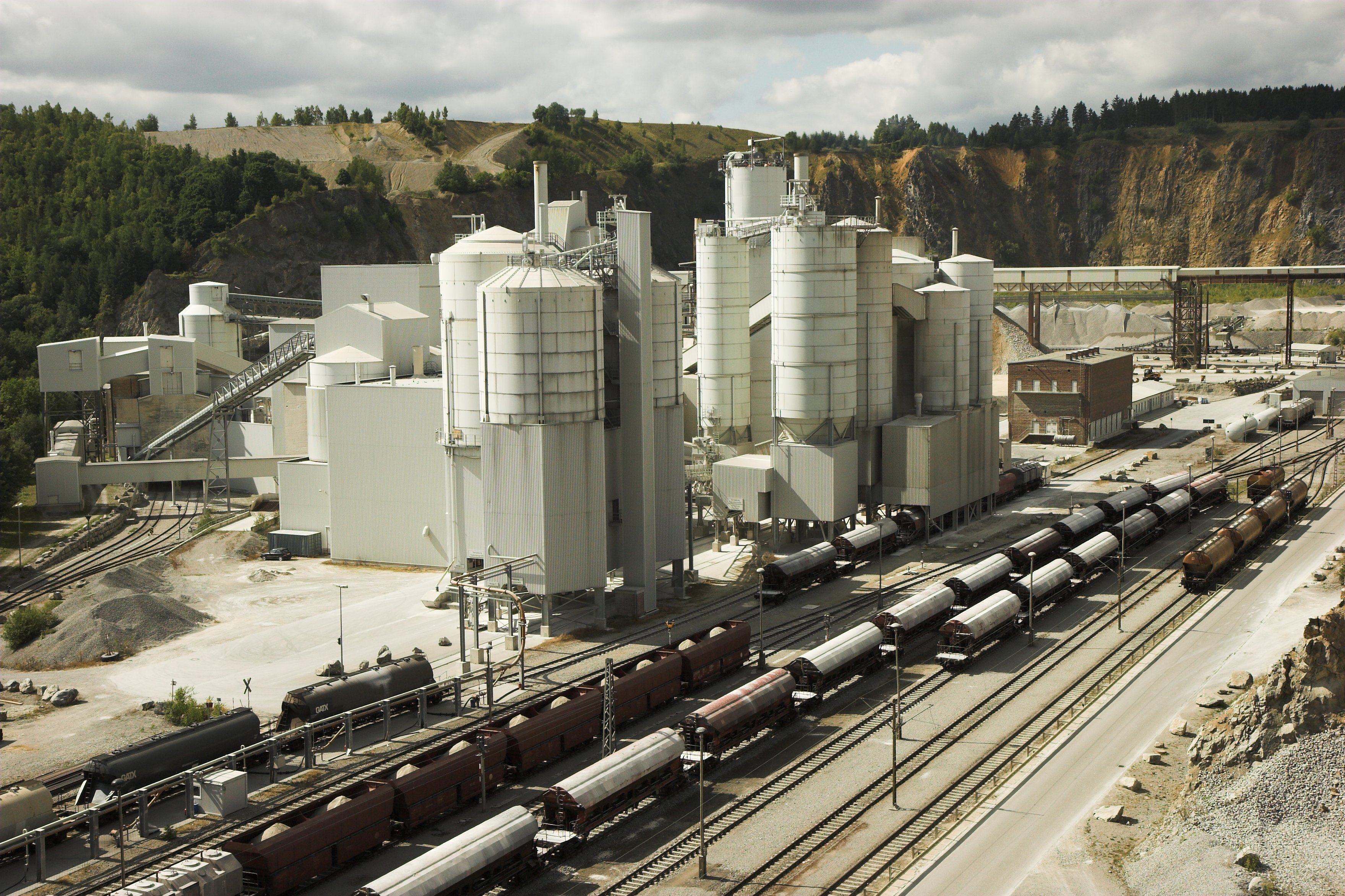
Kalkwerk bei Rübeland

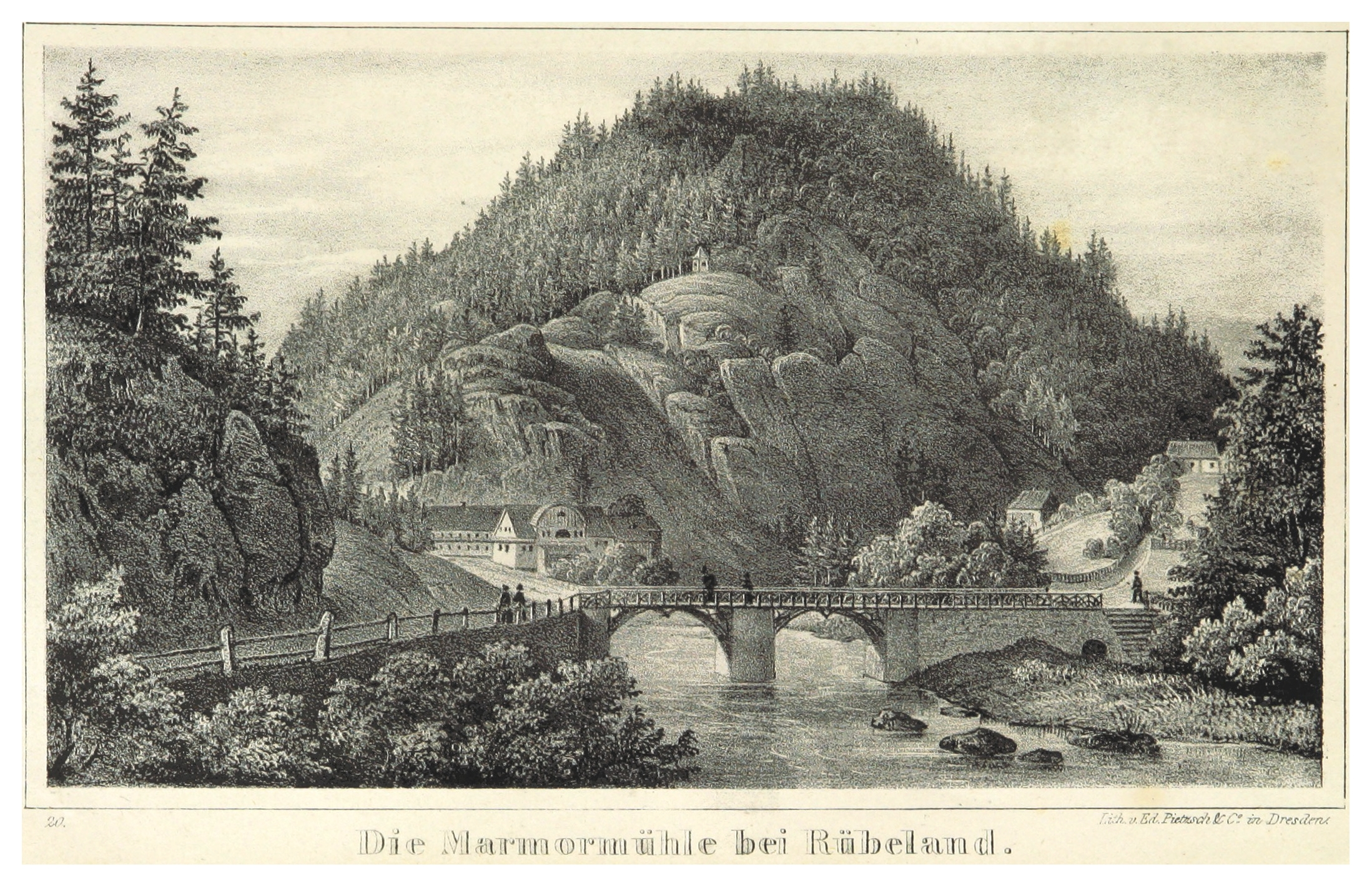
Krockstein mit Marmormühle

Spätestens seit dem 12. Jahrhundert wurden im Elbingeröder Komplex oberflächennah anstehende Roteisenerze abgebaut. Die Roteisenerze gehören genetisch zu den sedimentär-exhalativen Lagerstätten vom Lahn-Dill-Typ und sind an den Übergang der Vulkanite zu den frühen Riffkalkbildungen gebunden. Der frühe Bergbau fand in Pingen in der Umgebung von Volkmarskeller, am Büchenberg und in Mandelholz statt.
Überregionale Bedeutung hatten die Roteisenerzgruben Braunesumpf und Büchenberg, die zu den wichtigsten Eisenerzlagerstätten der DDR gehörten und 1969 bzw. 1970 stillgelegt wurden. Die Eisenerze unterschieden sich in beiden Gruben hinsichtlich der Mineralparagenese: während in der Grube Braunesumpf bei Hüttenrode vorwiegend Magnetit-Siderit-Chlorit-Erze abgebaut wurden, war die Büchenberg-Lagerstätte durch die Dominanz von kieseligen und hämatitischen Eisenerzen gekennzeichnet.
Bis zur politischen Wende wurden im Bereich des Großen Grabens zwischen Elbingerode und Rübeland noch Eisenerze gewonnen. Zunächst ging hier Altbergbau auf limonitische Eisenerze in Tagebauen und Pingen um. In der Grube Einheit wurden im 20. Jahrhundert vanadiumreiche Pyrit-Erze vom Rio-Tinto-Typ bis in eine Teufe von 480 m abgebaut. Die Grube Einheit wurde am 31. Juli 1990 stillgelegt und bis November 2015 bereichsweise als Besucherbergwerk genutzt. Von lokaler Bedeutung waren in der Vergangenheit Brauneisensteine bei Susenburg, die durch tertiäre Verwitterungsprozesse gebildet worden sind.
Neben Eisenerzen fand im Elbingeröder Komplex im 19. Jahrhundert kurzzeitig ein Abbau kieseliger Manganerze im Schävenholz, 2 km nordwestlich von Elbingerode statt. Der maximal 10 m mächtige Erzhorizont war genetisch an den unterkarbonischen Kulmkieselschiefer gebunden. Rhodonite vom Schävenholz wurden zwischen 1980 und 1990 in geringem Umfang zu Schmuckstein verarbeitet.
Im Elbingeröder Komplex wurde seit dem 19. Jahrhundert in zahlreichen Steinbrüchen Kalkstein abgebaut und in der Region weiterverarbeitet. Der erste Kalkbrennofen wurde 1865 als Schachtofen auf dem Gelände einer Eisengießerei in Rübeland errichtet. Einen großen wirtschaftlichen Aufschwung nahm die Region mit der Anbindung an das Eisenbahnnetz. In den Jahren 1880 bis 1886 wurde die Rübelandbahn fertiggestellt, über die der Transport der Eisenerze und Kalksteine nach Blankenburg ermöglicht wurde. 1886 wurde daraufhin der Steinbruch Garkenholz, 1887 der Steinbruch Schwefeltal und 1897 der Steinbruch am Kleinen Stein in Rübeland erschlossen. Um 1900 wurde in Hüttenrode ein neues Kalkwerk gebaut, in dem in Hoffmannschen Ringöfen der Kalk gebrannt wurde. Das Material wurde u. a. aus dem Schwefeltal über eine 4,1 km lange Seilbahn transportiert.
Um den Bedarf an Zement für Berlin zu decken, begann man ab 1912 südwestlich von Elbingerode den Tagebau Hornberg zu erschließen, der ebenfalls mit einem eigenen Bahnanschluss versehen wurde. Ab 1915 wurde der gebrannte Kalkstein aus dem Kalten Tal zur Rohstoffversorgung der Reichsstickstoffwerke Piesteritz herangezogen. Ab 1936 wurden auch die Buna-Werke mit Rohstoffen zur Herstellung von Synthesekautschuk beliefert. Nach dem Zweiten Weltkrieg wurden die Kalkwerke zunächst unter sowjetische Verwaltung gestellt und ab 1954 als volkseigene Betriebe weitergeführt.
Im Jahr 1969 wurden die Kalkwerke im Elbingeröder Komplex zum VEB Harzer Kalk- und Zementwerk zusammengefasst und dem VEB Zementkombinat Dessau unterstellt. Ende der 1980er Jahre wurden täglich 15.000 bis 20.000 Tonnen Rohkalkstein gefördert. Die Kalkwerke Rübeland, Hornberg sowie zwei Steinbrüche im Kalten Tal stehen derzeit noch im Abbau der Fels-Werke GmbH und liefern jährlich zusammen bis zu 2,1 Mio. t Kalksteinprodukte.
Im 19. Jahrhundert wurde der hämatitvererzte Riffschuttkalk in einer Marmormühle am Krockstein zu dekorativen Gegenständen – wie Säulen und Schmuckdosen – verarbeitet. Die Gewinnung tertiärer Sande aus Dolinen hatten dagegen lediglich temporäre und lokale Bedeutung.